# Wiplala regresa (libro 2)
Wiplala regresa es un libro infantil de Annie MG Schmidt con dibujos en blanco y negro de Jenny Dalenoord. La historia es una secuela de Wiplala, que se publicó cinco años antes. 
La primera edición apareció en 1962. La 26ª edición se publicó en 2009, al igual que la primera parte con dibujos de Hopman . 
Unos años después de tener a Wiplala en casa, la familia Blom no está bien. eL Padre no gana casi nada como escritor. Decide trabajar como secretario del director de Minute Soup Factory, una gran fábrica que hace sopa de tomate en lata. Después del primer día en el trabajo, lo recogen su hijo Johannes y su hija Nella Della. Aunque sus hijos quieren comer croquetas, papá está más de humor para una ensalada. Parece que allí está su viejo amigo Wiplala, que fue enviado nuevamente por la otra wiplala. Nella Della ya sospechaba que Wiplala estaba de vuelta en el área, porque una araña cruzada que había sido petrificada por Wiplala de repente parecía estar viva de nuevo. Deciden volver a llevar a Wiplala a casa. 
Cuando el padre Blom va a su oficina un día, Wiplala se esconde secretamente en su bolsillo. Se llama al Sr. Blom a la oficina del Sr. Peters, el director, porque ha cometido un gran error. En un anuncio que el Sr. Blom había publicado en el periódico, se usó la palabra sopa de ciruela donde debería haber estado sopa de tomate . El señor Blom estaba confundido porque Wiplala convirtió una montaña de tomates en ciruelas. La fábrica ahora está en problemas ya que una compañía ha ordenado una gran cantidad de latas de sopa de ciruela. Peters le dice a Blom que ha sido despedido y exige una compensación, pero luego Wiplala convierte al director en un perro. Luego no logra hacer retroceder al hombre. 
El Sr. Blom decide ahora tomar el lugar del director. Él le dice al gerente, Muizewit, que el director está en un viaje de negocios a Italia para investigar la nueva sopa de ciruelas que se ha comido allí durante años. Nella Della ahora viene con una receta. Después de no entregar el perro a la esposa del Sr. Peters, la familia Blom lo lleva a su propia casa. 
Cuando un día el encantado Sr. Peters ve a su esposa caminando, se aleja de Nella Della y salta contra la señora Peters y la lame en la cara. El capitán, un amigo de la señora Peters, tira del perro y piensan en ahogar al animal. Al final eso no sucede, pero el Sr. Peters es vendido a la pareja Parelhoen que quiere al perro como perro guardián en su bungalow . La familia Blom irrumpe en los Parelhoens por la noche para recuperar al Sr. Peters. Esto funciona, pero tienen que dejar a Wiplala para no ser descubiertos. Con una excusa, en la que el padre Blom se hace pasar por Parelhoen como "presidente del comité para promover los intereses de los cuidadores del césped", intenta que Wiplala quede en una bolsa sin ser visto. Esto falla, pero al final Wiplala logra salvarse escondiéndose en un gran sombrero en una boutique de damas. 
La sopa de ciruela ahora se está convirtiendo en un gran éxito, pero el gerente se está volviendo cada vez más sospechoso debido a la larga ausencia del director. Un día va a visitar a la señora Peters, que ahora extraña mucho a su esposo. Cuando el padre Blom sale del Cineac esa noche y está brevemente en la oficina, encuentra al gerente y a la Sra. Peters allí. Han encontrado el pasaporte del Sr. Peters en el cajón de su escritorio y lo consideran una prueba de que el director no está en Italia. El gerente llama a la policía, pero luego Wiplala, que está en la habitación de al lado, de repente se las arregla para devolver al director su forma humana. El gerente y la Sra. Peters están totalmente atónitos. El Sr. Blom ahora es nombrado codirector con el Sr. Peters, ya que la sopa de ciruela ha demostrado ser tan exitosa. 
La familia Blom ya no tiene problemas. Wiplala cree que puede volver a tintinear bien, pero promete que se quedará con la familia Blom por el momento, al menos hasta que los niños crezcan. 